# 스타니스와프 모니우슈코

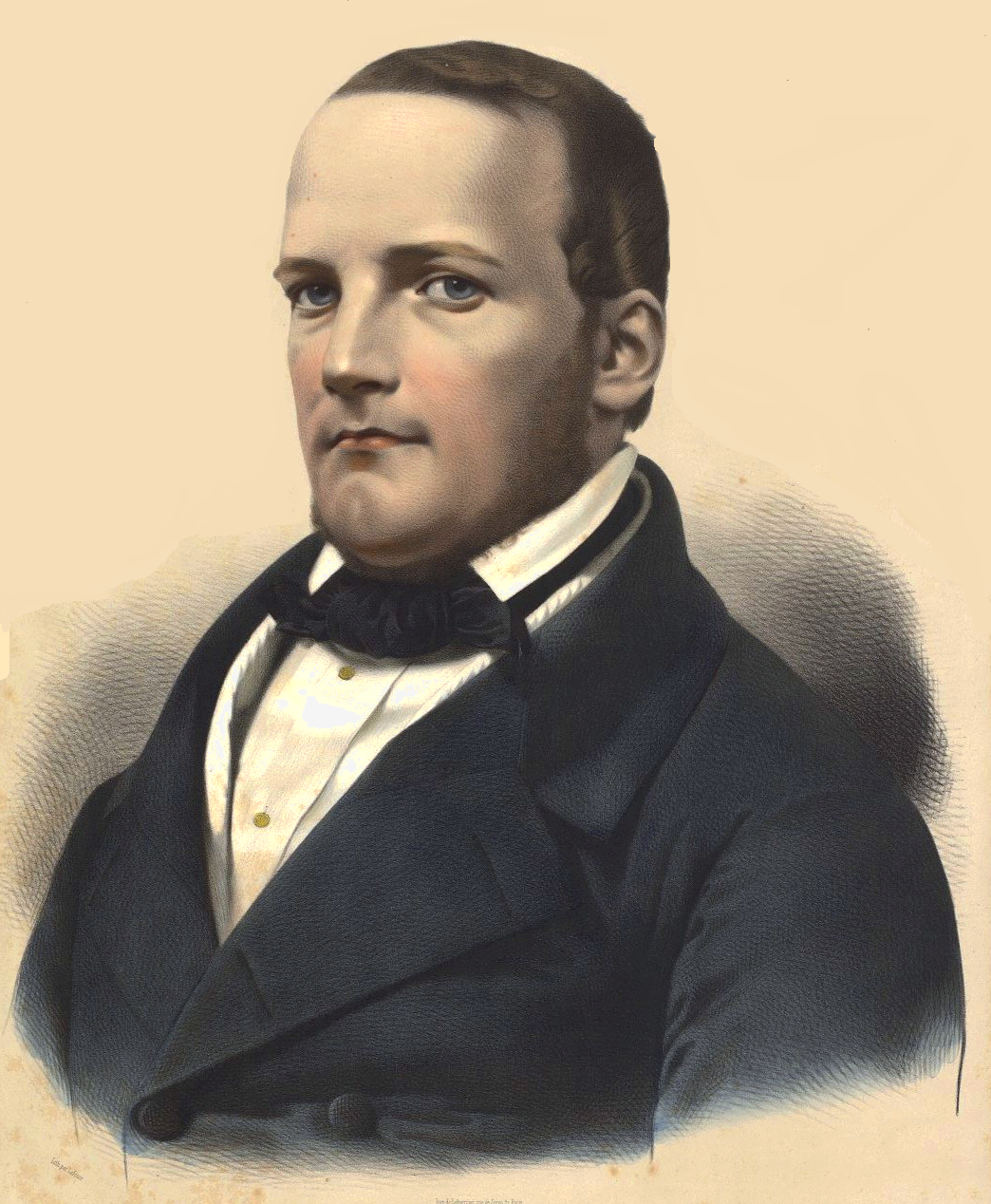
스타니스와프 모니우슈코

스타니스와프 모니우슈코(폴란드어: Stanisław Moniuszko, 1819년 5월 5일 ~ 1872년 6월 4일)는 폴란드의 작곡가이자 지휘자이다.
폴란드 민족주의 음악의 아버지라고 할 만한 사람으로, 베를린에 유학한 뒤 비르나에서 오르간 연주자와 음악 교사로 있으면서 작곡을 하였다. 1858년 이후로는 바르샤바로 가서 가극장에서 지휘도 하고 음악원에서 가르치면서 작곡을 계속하였다.
모니우슈코는 가곡 작곡가로서도 알려져 폴란드의 가곡사(歌曲史)에 대하여 슈베르트가 독일 리트의 발전에 이바지한 것과 같은 역할을 다하였다고 평가받고 있다. 칸타타, 관현악곡, 실내악곡 등도 작곡, 특히 그를 유명하게 만든 것은 15곡의 오페라인데 그 중에서도 <할카>(1848, 1858 개작 초연)이며 <유령이 나오는 집>(1865)은 폴란드를 중심으로 오늘날도 상연되고 있다. 이들 오페라가 암흑 시대의 폴란드인의 사기를 얼마나 북돋워주고 기쁘게 하였는지는 모니우슈코의 장의에 7만명이나 되는 폴란드인이 운집한 것으로도 짐작할 수 있다.